# 格勒本采尔
格勒本采尔（德語：Gröbenzell，發音：[ˈɡʁøːbn̩tsɛl] ⓘ）是德国巴伐利亚州上巴伐利亚行政区菲斯滕费尔德布鲁克县的市镇，面积6.36平方千米，2023年12月31日人口为19,731人。